# Ptychobarbus kaznakovi
Ptychobarbus kaznakovi es una especie de peces de agua dulce de la familia de los Cyprinidae.

## Distribución geográfica
Se encuentra en el Tíbet.